# Baeodromus holwayi
Baeodromus holwayi är en svampart som beskrevs av Arthur 1905. Baeodromus holwayi ingår i släktet Baeodromus och familjen Pucciniosiraceae.   Inga underarter finns listade i Catalogue of Life.